# Рудкі (Зволенський повіт)
Рудкі (пол. Rudki) — село в Польщі, у гміні Пшиленк Зволенського повіту Мазовецького воєводства.
Населення — 285 осіб (2011).
У 1975-1998 роках село належало до Радомського воєводства.

## Демографія
Демографічна структура станом на 31 березня 2011 року:
|          | Загалом | Допрацездатний вік | Працездатний вік | Постпрацездатний вік |
| -------- | ------- | ------------------ | ---------------- | -------------------- |
| Чоловіки | 147     | 28                 | 101              | 18                   |
| Жінки    | 138     | 18                 | 76               | 44                   |
| Разом    | 285     | 46                 | 177              | 62                   |